# Перро, Жижи
Жижи Перро (англ. Gigi Perreau, род. 6 февраля 1941) — американская актриса.
Родилась в Лос-Анджелесе в семье француза, покинувшего родину с началом Второй мировой войны, и американки. В кинематограф попала в двухлетнем возрасте в фильме «Мадам Кюри» (1943), благодаря тому, что уже тогда могла немного говорить и на английском языке и на французском. Далее последовали многочисленные детские роли в таких фильмах как «Раса господ» (1944), «Иоланта и вор» (1945), «Песнь любви» (1947), «Улица Грин Долфин» (1947), «Очарование» (1948), «Моё глупое сердце» (1949), «Тень на стене» (1950) и «Кто-нибудь видел мою девчонку?» (1952). В 1951 году Жижи Перро, будучи на пике популярности, попала в список лучших детских актрис года. Несмотря на это её карьера пошла на спад когда она повзрослела, и актриса сосредоточилась уже телевизионных проектах. На телеэкранах она появилась во многих телесериалах, включая «Лэсси», «Дымок из ствола», «Альфред Хичкок представляет», «Перри Мейсон», «Стрелок», «Сыромятная плеть», «Гавайский глаз» и «Семейка Брэди». Среди её немногочисленных появлений на большом экране в последующие годы — роли в фильмах «Всегда есть завтра» (1956), «Человек в сером фланелевом костюме» (1956) и «Заново» (2011). В 2010 году Перро приняла участие в озвучивании бельгийского мультфильма «Шевели ластами!».
Жижи Перро является выпускницей школы Непорочного Сердца Христа в Лос-Анджелесе, где она посещала курсы драматического искусства. Она также является членом совета директоров Фонда исполнительских искусств Донны Рид, а также вице-президентом Ассоциации учителей драмы Южной Калифорнии. Её вклад в телевидение США отмечен звездой на Голливудской аллее славы.
Актриса дважды была замужем. От первого супруга финансиста Эмиля Фрэнка Галло (1960—1967) она родила двоих детей. Её второй супруг Джин Харв Дерюлль (1970—2000) также стал отцом её двоих детей.